# Bojan Pandžić
Bojan Pandžić  (13 maart 1982) is een Zweeds voetbalscheidsrechter. Hij werd vanaf 2014 opgenomen door FIFA en UEFA en fluit sindsdien internationale wedstrijden. Hij is ook actief in de UEFA Youth League.
Op 17 juli 2014 maakte Pandžić zijn debuut in Europees verband tijdens een wedstrijd tussen JK Sillamäe Kalev en FK Krasnodar in de voorrondes van de UEFA Europa League. De wedstrijd eindigde op 0–4.
Zijn eerste interland floot hij op 6 juni 2019 toen Moldavië 1–0 won tegen Andorra. Thuisspeler Artur Ioniță werd met een dubbele gele kaart van het veld gestuurd.

## Interlands
| Datum       | Plaats             | Wedstrijd          | Uitslag | Competitie           | Kreeg geel | Kreeg voor de tweede keer geel en dus rood | Weggestuurd |
| ----------- | ------------------ | ------------------ | ------- | -------------------- | ---------- | ------------------------------------------ | ----------- |
| 8 juni 2019 | Chisinau, Moldavië | Moldavië – Andorra | 1 – 0   | Kwalificatie EK 2020 | 3          | 1                                          | 0           |

Laatste aanpassing op 13 juni 2019